# Into The Wild Life
Into The Wild Life é o terceiro álbum de estúdio da banda de hard rock americana Halestorm. Foi programado para lançamento em 3 de abril de 2015, pela Atlantic Records, mas devido a circunstâncias imprevistas, acabou sendo cancelado por mais uma semana em todo o mundo. O álbum alcançou o n.° 5 no Billboard 200 Albums Chart, tornando-se o seu maior lançamento dentro da parada até à data, nos EUA.

## Recepção da critíca
| Críticas profissionais | Críticas profissionais |
| Avaliações da crítica  | Avaliações da crítica  |
| Fonte                  | Avaliação              |
| ---------------------- | ---------------------- |
| 411Mania               | [ 13 ]                 |
| AllMusic               | [ 14 ]                 |
| aNewRisingMusic        | [ 15 ]                 |
| AXS                    | [ 16 ]                 |
| The Guardian           | [ 17 ]                 |
| lsureveille            | [ 18 ]                 |
| Melodic Rock           | (90/100)               |
| Rocksins               | [ 20 ]                 |
| Rolling Stone          | [ 21 ]                 |
| Stereoboard            | [ 2 ]                  |

Após o seu lançamento, Into The Wild Life recebeu críticas em sua maioria favoráveis, pelos críticos de música. Segundo o Metacritic, o álbum recebeu uma pontuação média de 67/100, com base em 5 avaliações.
James Christopher Monger, do AllMusic, considerou "I Am the Fire", "Gonna Get Mine", "Dear Daughter" e "Mayhem", como algumas das melhores músicas do Halestorm, acrescentando que "a banda é inegavelmente apertada e está cheia de idéias, o Hale é tem a força da natureza, que a incursão ocasional da banda em AOR snooze-ville, pode ser perdoada." Kory Grow da Rolling Stone, deu ao álbum uma revisão positiva de 3/5 estrelas, afirmando; "Enquanto Hale empacotou Into The Wild Life, com músicas temáticas semelhantes, como o hino anti-aborrecimento "Mayhem ", o que o torna interessante são os riscos que o Halestorm correu, especialmente as influências no país, no estúdio onde se infiltraram em Tennessee, onde gravaram".
Dom Lawson, escrevendo para o The Guardian, deu uma revisão mais negativa ao álbum, dando 2 estrelas e dizendo: "A produção pesada de Joyce, transformou uma banda de hard rock simpática, em artistas de pop, chikes e mainstreams, embora uns com uma inclinação para os acordes pesados e os solos de guitarra ardentes. A voz da vocalista ainda é impressionante, mas do impulso eletrônico incongruente de Scream ao Nickelback, Into the Wild Life é tão plástico e cínico ao mesmo tempo".

## Lista de faixas
| N.º            | Título                    | Compositor(es)                          | Duração |  |
| 1.             | "Scream"                  | Lzzy Hale, Joe Hottinger, Dave Bassett  | 4:01    |  |
| 2.             | "I Am the Fire"           | Hale, Hottinger, Scott Stevens          | 3:37    |  |
| 3.             | "Sick Individual"         | Hale, Hottinger, Stevens                | 3:27    |  |
| 4.             | "Amen"                    | Hale, Hottinger, Stevens                | 2:58    |  |
| 5.             | "Dear Daughter"           | Hale, Hottinger, Bassett                | 4:46    |  |
| 6.             | "New Modern Love"         | Hale, Hottinger, Bassett                | 3:38    |  |
| 7.             | "Mayhem"                  | Hale, Hottinger, Bassett                | 3:38    |  |
| 8.             | "Bad Girl's World"        | Hale, Hottinger, John Joseph Joyce      | 5:08    |  |
| 9.             | "Gonna Get Mine"          | Hale, Hottinger, Josh Smith             | 2:57    |  |
| 10.            | "The Reckoning"           | Hale, Stevens                           | 3:44    |  |
| 11.            | "Apocalyptic"             | Hale, Nate Campany, Stevens             | 3:17    |  |
| 12.            | "What Sober Couldn't Say" | Hale, Hottinger, Natalie Hemby, Stevens | 3:33    |  |
| 13.            | "I Like It Heavy"         | Hale, Hottinger, Stevens, Zach Malloy   | 4:53    |  |
| Duração total: | Duração total:            | Duração total:                          | 49:31   |  |

| Faixa bonus da edição deluxe |                |                                          |         |  |
| N.º                          | Título         | Compositor(es)                           | Duração |  |
| 14.                          | "Jump the Gun" | Hale, Hottinger, Stevens, Jaren Johnston | 3:08    |  |
| 15.                          | "Unapologetic" | Hale, Hottinger, Joyce, Hillary Lindsey  | 4:09    |  |
| Duração total:               | Duração total: | Duração total:                           | 56:48   |  |

| Faixa bônus da edição japonesa |                |                               |         |  |
| N.º                            | Título         | Compositor(es)                | Duração |  |
| 16.                            | "Drunk Pretty" | Hale, Hottinger, Joyce, Hemby | 3:02    |  |
| Duração total:                 | Duração total: | Duração total:                | 59:50   |  |

## Créditos
- Dave Bassett – compositor
- Nate Campany – compositor
- Anne Declemente – A&R
- Anthony Delia – marketing
- Richard Dodd – masterização
- Pete Ganbarg – A&R
- Arejay Hale – compositor, bateria, vocais
- Lzzy Hale – compositora, guitarra rítmica, piano, vocais
- Jason Hall – engenharia, mixagem
- Natalie Hemby – compositor
- Joe Hottinger – compositor, guitarra solo, vocais
- Jay Joyce – compositor, engenharia, mixagem, produção
- Alex Kirzhner –  direcção de arte, design
- Dylan Lancaster – engenharia
- Zachary Malloy  – compositor
- Jake Giles Netter – fotografia
- Daniel O'Neil – técnico de guitarra
- Brian Ranney – produção de embalagens
- Paul Simmons – técnico de bateria
- Josh Smith – compositor, baixo, piano, vocais
- Scott Christopher Stevens – compositor
- Caleb VanBuskirk – engenharia

## Desempenho nas paradas musicais

### Posições
| Chart (2015)             | Maior posição |
| ------------------------ | ------------- |
| Australian Albums (ARIA) | 51            |
| Austria Albums           | 33            |
| Belgium Albums(Vl)       | 73            |
| Belgium Albums(Wa)       | 149           |
| Canadian Albums          | 7             |
| Germany Albums           | 24            |
| Ireland Albums (IRMA)    | 24            |
| Italian Albums (FIMI)    | 81            |
| Japanese Albums (Oricon) | 55            |
| Netherlands Albums       | 59            |
| Nova Zelândia (RMNZ)     | 28            |
| Sweden Albums            | 50            |
| Switzerland Albums       | 20            |
| UK Album Charts          | 10            |
| UK Rock Charts           | 1             |
| US Billboard 200         | 5             |
| US Rock Albums           | 1             |
| US Alternative Albums    | 1             |
| US Hard Rock Albums      | 1             |